# Município de Somers (Ohio)
O município de Somers (em inglês: Somers Township) é um município localizado no condado de Preble no estado estadounidense de Ohio. No ano de 2010 tinha uma população de 3.992 habitantes e uma densidade populacional de 42,86 pessoas por km².

## Geografia
O município de Somers encontra-se localizado nas coordenadas 39° 36′ 42″ N, 84° 38′ 56″ O. Segundo o Departamento do Censo dos Estados Unidos, o município tem uma superfície total de 93.13 km², da qual 92,38 km² correspondem a terra firme e (0,8 %) 0,75 km² é água.

## Demografia
Segundo o censo de 2010, tinha 3.992 habitantes residindo no município de Somers. A densidade populacional era de 42,86 hab./km². Dos 3.992 habitantes, o município de Somers estava composto pelo 98,72 % brancos, o 0,05 % eram afroamericanos, o 0,35 % eram amerindios, o 0,08 % eram asiáticos, o 0,1 % eram de outras raças e o 0,7 % eram de uma mistura de raças. Do total da população o 0,7 % eram hispanos ou latinos de qualquer raça.